# گورستان خلار
قبرستان خلار مربوط به دوره قاجار است و در شهرستان سپیدان، بخش همایجان، دهستان همایجان، داخل روستای خلار واقع شده و این اثر در تاریخ ۳۰ بهمن ۱۳۸۶ با شمارهٔ ثبت ۲۰۸۳۰ به‌عنوان یکی از آثار ملی ایران به ثبت رسیده است.